# 施洛雷特冰原島峰
75°3′S 134°15′W / 75.050°S 134.250°W
施洛雷特冰原島峰（英語：Schloredt Nunatak）是南極洲的冰原島峰，位於瑪麗伯德地，處於布萊克利克峰以南1.9公里，屬於佩里山脈的一部分，美國地質調查局根據測量和該國海軍的空中照片繪入地圖，現時由南極條約體系管理。